# Wilhelm Goldbaum

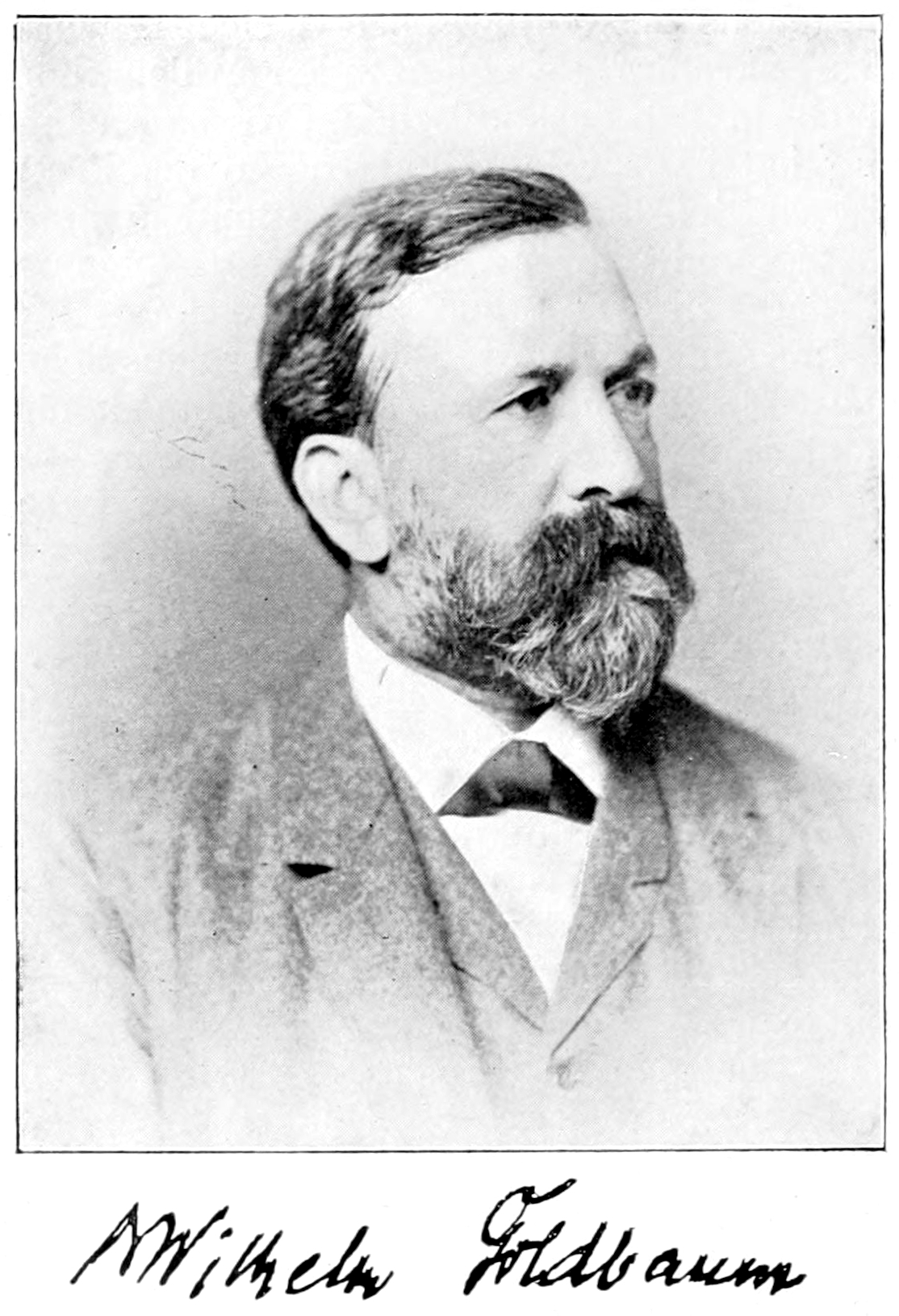
Wilhelm Goldbaum

Wilhelm Goldbaum (* 6. Januar 1843 in Kempen, Königreich Preußen; † 28. August 1912 in Wien, Österreich-Ungarn) war ein deutsch-österreichischer Schriftsteller, Journalist und Übersetzer.

## Leben
Goldbaum studierte zunächst Jura und Philosophie, u. a. in Breslau und Berlin. Schon während seiner Studienzeit schrieb er kulturhistorische Skizzen für verschiedene Zeitungen. 1869 wurde er festangestellter Redakteur der Posener Zeitung, ehe ihn 1872 der Ruf nach Wien ereilte, wo er Redakteur der Neuen Freien Presse wurde. Er verfasste hauptsächlich Leitartikel über auswärtige Politik, Feuilletons und Buchbesprechungen. Des Weiteren war er Mitarbeiter der Westermann'schen Monatshefte, der Gegenwart, der Gartenlaube, der Nationalzeitung sowie der Welt. Er veröffentlichte mehrere Bücher kultur- und literaturhistorischen Inhalts und übertrug Werke von Henryk Sienkiewicz und Józef Ignacy Kraszewski aus dem Polnischen ins Deutsche.

## Werke (Auswahl)
- Entlegene Culturen; Skizzen und Bilder., Berlin, Hofmann, 1877
- Literarische Physiognomieen, Wien, Prochaska, 1884
- Deutsche Goethe-Tage, Budapest, Pester-Lloyd-Ges., 1899

Übersetzung
- Ohne Herz von  Józef Ignacy Kraszewski, Wien und Teschen, 1884